# ادیسون ری
اِدیسون رِی ایستِرلینگ (انگلیسی: Addison Rae Easterling؛ زادهٔ ۶ اکتبر ۲۰۰۰) خواننده-ترانه‌پرداز و بازیگر آمریکایی است. ری در سال ۲۰۱۹ در اپلیکیشن اشتراک‌گذاری ویدیو تیک‌تاک، به شهرت رسید. او با بیش از ۸۸ میلیون دنبال‌کننده، چهارمین فرد با بیشترین دنبال‌کننده در این پلتفرم به‌شمار می‌رود. در آگوست ۲۰۲۰، او پردرآمدترین شخصیت تیک‌تاک از سوی فوربز رتبه‌بندی شد و یک سال بعد، نام او در فهرست ۳۰تای زیر ۳۰ سال فوربز برای شخصِ تأثیرگذار رسانه‌های اجتماعی قرار گرفت.
ری در سال ۲۰۲۱ نخستین تک‌آهنگ خود، یعنی «شیفته» را منتشر کرد و نخستین بازیگری خود را در همان سال در او همه چیز تمام است تجربه کرد. او همچنین در فیلم روز شکرگزاری بازی کرده است.

## اوایل زندگی
ادیسون ری ایسترلینگ در ۶ اکتبر ۲۰۰۰ از زوج مونتی لوپز و شری ایسترلینگ متولد شد. او در لافایت، لوئیزیانا به دنیا آمد و بزرگ شد. ادیسون دو برادر کوچکتر به نام‌های انزو لوپز و لوکاس لوپز دارد. پدر و مادر ادیسون زمانی که او کوچکتر بود طلاق گرفتند و در طول دوران کودکی او اغلب روشن و خاموش بودند. آنها در سال ۲۰۱۷ دوباره ازدواج کردند. هر دو والدین نیز حضور خود را در تیک‌تاک دارند. مونتی ۵ میلیون دنبال‌کننده و شری ۱۴ میلیون دنبال‌کننده دارد.
آدیسون رقص رقابتی را در سن ۶ سالگی آغاز کرد و در آن مسابقات در سراسر کشور شرکت کرد. این رقصنده قبل از رفتن به لس آنجلس برای دنبال کردن حرفه خود در تیک‌تاک، برای مدت کوتاهی در دانشگاه ایالتی لوئیزیانا (LSU) حضور یافت و در آنجا در پخش برنامه‌های ورزشی را مطالعه کرد، اما پس از شروع به محبوبیت در تیک‌تاک ترک تحصیل کرد.

## حرفه

### ۲۰۱۹ تا ۲۰۲۱: شهرت در تیک‌تاک وشیفته
ری نخستین بار در ژوئیهٔ ۲۰۱۹ با پیوستن به شبکهٔ اجتماعی تیک‌تاک و انتشار ویدئوهای رقص روی آهنگ‌های ترند این پلتفرم، توجه عموم را جلب کرد. او در دسامبر ۲۰۱۹ به خانهٔ محتوای گروهی تیک‌تاک با نام هایپ هاوس پیوست. تنها پس از چند ماه، ری بیش از یک میلیون دنبال‌کننده در این برنامه به دست آورد و در نوامبر همان سال دانشگاه ایالتی لوئیزیانا را ترک کرد. تا ژوئن ۲۰۲۵، او ۸۸٫۵ میلیون دنبال‌کننده در این اپلیکیشن داشت.
ری در ژانویهٔ ۲۰۲۰ با آژانس استعداد دبلیو. ام. ای قرارداد امضا کرد و در ماه مه از هایپ هاوس جدا شد. در ژوئیهٔ همان سال، او به همراه مادرش، پادکست اختصاصی هفتگی اسپاتیفای با عنوان مامان بهترین راهو می دونه را راه‌اندازی کرد که به زندگی شخصی و حرفه‌ای آن‌ها می‌پرداخت. این پادکست بعدها با نام آیا جالب بود؟ بازراه‌اندازی شد.

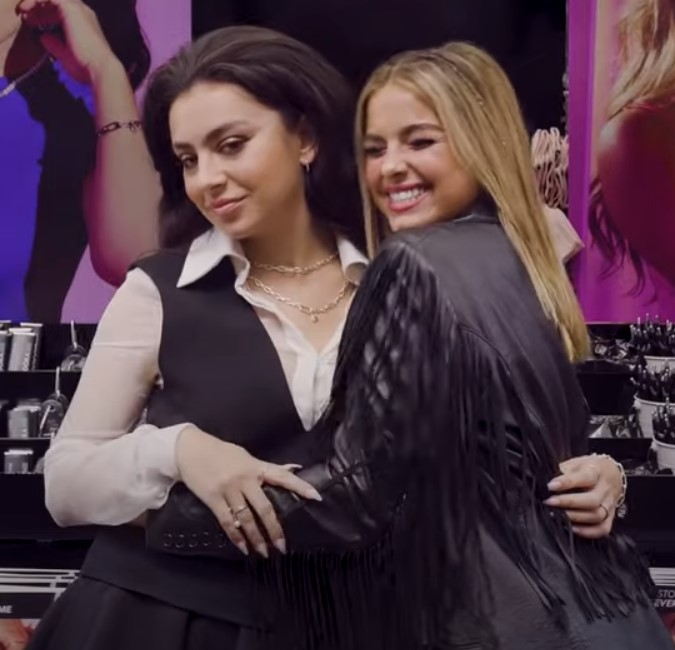
ری (راست) وچارلی ایکس‌سی‌اکس (چپ) خواننده بریتانیایی در سال ۲۰۲۱

در مارس ۲۰۲۱، ری نخستین تک‌آهنگ خود با نام شیفته را منتشر کرد که آغاز ورود او به صنعت موسیقی بود.این تک‌آهنگ با واکنش منفی منتقدان روبه‌رو شد و قرار بود به‌عنوان قطعهٔ اصلی پروژهٔ بعدی او منتشر شود، اما موقتاً کنار گذاشته شد. همان سال، ری خط لوازم آرایشی خود با نام آیتم بیوتی را راه‌اندازی کرد که در سال ۲۰۲۳ متوقف شد. او همچنین برند عطر شخصی خود را بنیان گذاشت. در اوت ۲۰۲۱، ری نخستین تجربهٔ بازیگری بلند خود را در نقش «پجت» در فیلم کمدی نتفلیکس او همه چیز تمام است ایفا کرد که بازسازی فیلم کمدی نوجوانانهٔ او همه‌چیزتمام است است محصول ۱۹۹۹ بود. این فیلم در هفتهٔ نخست انتشار، پربیننده‌ترین اثر نتفلیکس شد، اما با واکنش عمدتاً منفی منتقدان مواجه گردید.

### ۲۰۲۲–اکنون: موفقیت در موسیقی باادیسون
در فوریهٔ ۲۰۲۲ اعلام شد که ری به جمع بازیگران فیلمی به نام فشن اینستا، محصول پارامونت، پیوسته است. همان ماه، چندین ترانه از مینی‌آلبوم منتشرنشدهٔ او به‌طور غیررسمی در یوتیوب لو رفت؛ اتفاقی که ری ابتدا آن را «زنگ پایان احتمالی» برای حرفهٔ موسیقی خود دانست. با این حال، این قطعات در اینترنت محبوبیت یافتند و او را ترغیب کردند تا نخستین مینی‌آلبوم خود با نام ای آر را در ۱۸ اوت ۲۰۲۳ منتشر کند. این اثر نقدهای عمدتاً مثبتی دریافت کرد و در رتبهٔ ۱۹ جدول آلبوم‌های Heatseekers بیلبورد آمریکا قرار گرفت. در نوامبر همان سال، ری در فیلم اسلشر روز شکرگزاری (۲۰۲۳) در نقش «گبی» ظاهر شد.
در مارس ۲۰۲۴، ری در نسخهٔ ریمیکس ترانهٔ «فون داچ» از چارلی ایکس‌سی‌اکس حضور یافت که بعدها در آلبوم ریمیکس او با عنوان لوس و کاملاً متفاوته ولی همچنان لوسه (۲۰۲۴) منتشر شد. او همچنین در آلبوم بریت‌پاپ از ای.جی. کوک در قطعه‌ای به نام «لوسیفر» با چارلی ایکس‌سی‌اکس همکاری کرد. در اوت ۲۰۲۴، ادیسون ری نخستین تک‌آهنگ اصلی خود با عنوان «پپسی رژیمی» را از طریق شرکت کلمبیا رکوردز منتشر کرد. این قطعه نقدهای مثبتی دریافت کرد و هم از نظر تجاری و هم هنری موفق بود و توانست به رتبهٔ ۵۴ جدول ۱۰۰ آهنگ داغ بیلبورد آمریکا برسد؛ که نخستین ورود ری به این جدول محسوب می‌شد. او این ترانه را به‌صورت زنده در مدیسن اسکوئر گاردن همراه با تروی سیوان و چارلی ایکس‌سی‌اکس در تور عرق اجرا کرد. در اکتبر ۲۰۲۴، ری تک‌آهنگ «آکومارین» را منتشر کرد و یک ماه بعد نسخهٔ ریمیکس آن با آرکا عرضه شد.

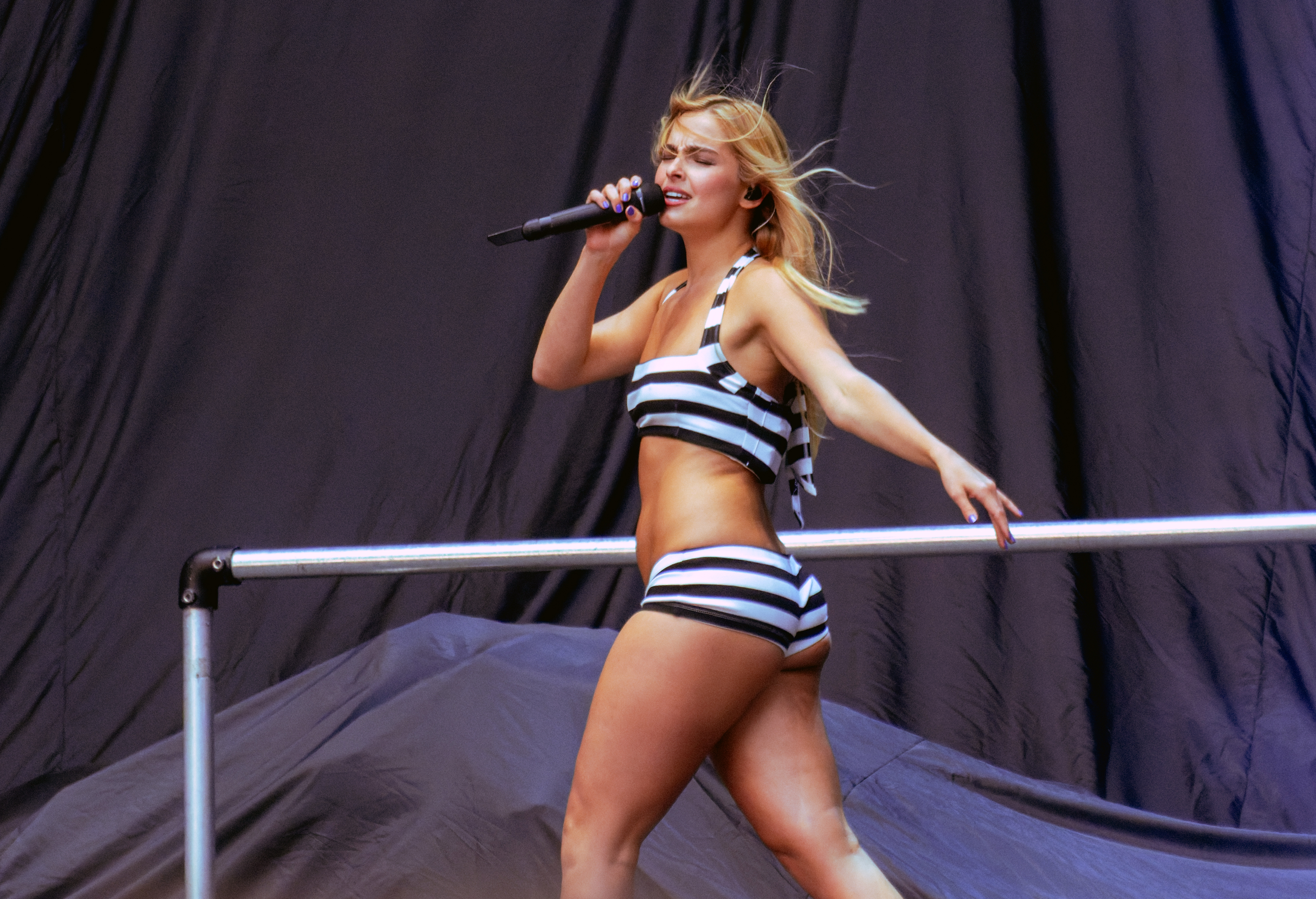
ری در حال اجرا در استادیوم وامبلی، جولای ۲۰۲۵

در ژانویهٔ ۲۰۲۵، ری در مصاحبه با رولینگ استون تأیید کرد که نخستین آلبوم استودیویی‌اش را در همان سال منتشر خواهد کرد. نشریهٔ پیچفورک آن را یکی از موردانتظارترین آلبوم‌های پاپ سال توصیف کرد. پس از انتشار این تک‌آهنگ‌ها، او روی جلد ووگ فرانسه ظاهر شد. در فوریه، ری تک‌آهنگ «های فشن» را همراه با موزیک‌ویدئوی آن منتشر کرد. در آوریل ۲۰۲۵، او قطعهٔ «آکوامارین / آرکامارین» را همراه با آرکا در فستیوال کوچلا اجرا کرد و هم‌زمان تاریخ انتشار آلبوم جدیدش را برای ماه ژوئن اعلام نمود. این آلبوم که ادیسون نام داشت، در ۶ ژوئن ۲۰۲۵ عرضه شد و پیش از آن، تک‌آهنگ‌های دیگری همچون «هدفون بذار» و «شهرت یک اسحله است» منتشر شده بود. آلبوم با استقبال منتقدان و موفقیت تجاری روبه‌رو شدو در رتبهٔ چهارم جدول بیلبورد ۲۰۰ قرار گرفت. این اثر در هفتهٔ نخست انتشار ۴۸٬۵۰۰ واحد معادل آلبوم فروخت که شامل ۲۳٬۰۰۰ نسخهٔ فیزیکی و ۲۵٬۵۰۰ واحد معادل استریم از ۳۳ میلیون پخش آنلاین بود. در ۱۷ ژوئن، ری تور جهانی ادیسون را با اجراهایی در اروپا، آمریکای شمالی و استرالیا برای بازهٔ اوت تا نوامبر ۲۰۲۵ اعلام کرد.
ری قرار است در فیلم دوستان حیوانی در کنار رایان رینولدز و آبری پلازا بازی کند که برای ۱ مه ۲۰۲۶ برنامه‌ریزی شده است.

## زندگی شخصی
در اکتبر ۲۰۲۰، ادیسون از طریق پست‌های مختلف رسانه‌های اجتماعی تأیید کرد که با تیک‌تاکر برایس هال در رابطه است. این دو یک سال بعد از هم جدا شدند.
ادیسون همچنین با خانواده کارداشیان، به ویژه کورتنی کارداشیان، بسیار صمیمی بوده است. آنها در حال حاضر اغلب با یکدیگر دیده می‌شوند، و ادیسون اغلب در رویدادهای کارداشیان حضور داشته است.

## تصویر عمومی

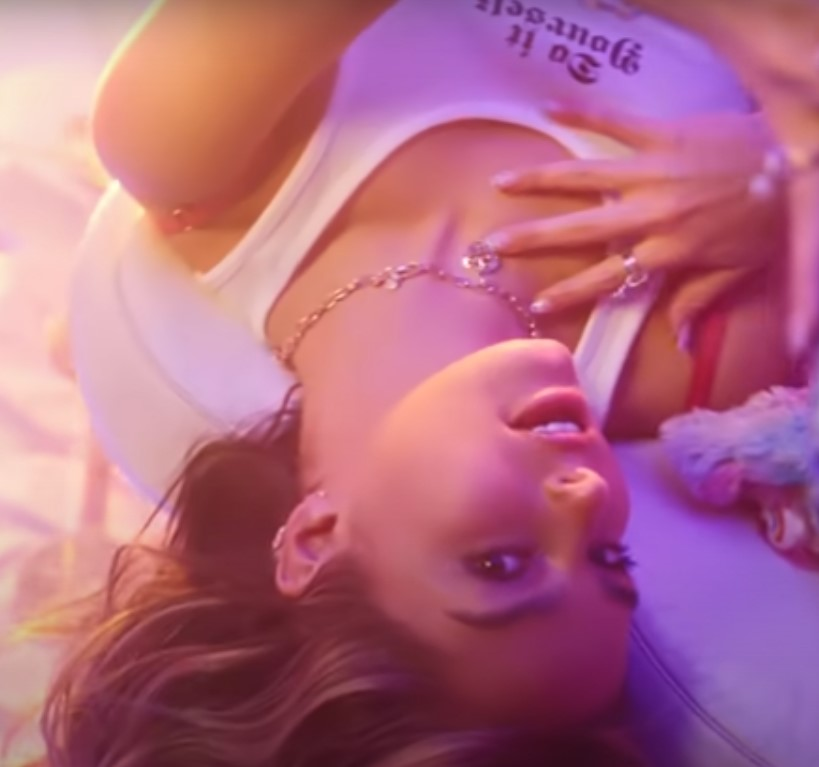
ری در تبلیغی از پاندورا در سال ۲۰۲۱

فوربز گزارشی را در اوت ۲۰۲۰ منتشر کرد که نشان می‌داد ادیسون در سال گذشته تا ژوئن ۵ میلیون دلار از معاملات و کالاهای مختلف خود به دست آورده است و او را به پردرآمدترین ستاره تیک‌تاک تبدیل می‌کند. موفقیت ادیسون در تیک‌تاک او را به همکاری با شرکت‌هایی مانند ریباک، لورئال، هولیستر و امریکن ایگل سوق داد. در سال ۲۰۲۰، ادیسون یک میلیون دلار جایزه خود را از برنده شدن در مسابقات ستاره تنیس ماریو به نام استی ات هوم سالم به مؤسسه خیریه نو کید هانگری اهدا کرد.
در نیویورک سیتی، در طول همه‌گیری کووید-۱۹، پس از اجرای برنامه فالون، ادیسون از محافظ صورت شیشه‌ای دستی استفاده کرد که طرفداران به دلیل عدم محافظت کافی از ویروس کرونا مورد انتقاد قرار دادند.

## سیاست
در طی یک مبارزه یواف‌سی در ژوئیه ۲۰۲۱، ادیسون ری از روی صندلی خود بلند شد تا به دونالد ترامپ، رئیس‌جمهور سابق آمریکا سلام کند، که منجر به این گمانه زنی شد که او از او حمایت می‌کند. او علاوه بر دامن زدن به این گمانه زنی، به سؤالات مربوط به حمایت خود از رئیس‌جمهور سابق پاسخی نداد. تحقیقات انجام شده توسط بازفید در مورد توئیت‌های مورد علاقه او نشان داد که او در سال ۲۰۱۶ چندین توئیت در حمایت از ترامپ را لایک کرده، مانند یکی از کاربرانی که از کاربران دیگر خواسته است در صورت حمایت از ترامپ، توییت را «لایک» کنند. با این حال، یکی از نمایندگان ادیسون ری ادعا کرد که توییت‌های لایک شده یک اشکال هستند.